# Go – The Very Best of Moby
Albums de Moby
Hotel
(2005) Last Night
(2008)
Go - The Very Best Of Moby est une compilation réunissant les plus gros succès de Moby sortie en 2006. Plusieurs versions furent créées pour différentes régions du monde, les succès n'étant pas les mêmes partout. Dans ces versions on retrouve plusieurs inédits : un remix de In my Heart, la chanson New York, New York avec Debbie Harris et une réinterprétation de Slipping Away (une version hispanophone intitulée Escapar avec Amaral et une version française intitulée Slipping Away (crier la vie) avec Mylène Farmer) selon les éditions.

## Plages de l'album
Cinq versions différentes de Go-the very best of Moby furent réalisées pour différentes parties du globe, chacune incluant différents titres en fonction de leur popularité dans chaque région.

### Éditions à un seul disque
| 1.  | Natural Blues                         |               |  |
| 2.  | Slipping Away (crier la vie)          | Mylène Farmer |  |
| 3.  | Porcelain                             |               |  |
| 4.  | In this world                         |               |  |
| 5.  | Why does my heart feel so bad?        |               |  |
| 6.  | We are all made of stars              |               |  |
| 7.  | Find my baby                          |               |  |
| 8.  | In my heart                           |               |  |
| 9.  | Lift me up                            |               |  |
| 10. | Honey (Fafu's 12" mix de Kelis)       |               |  |
| 11. | New York, New York                    | Debbie Harry  |  |
| 12. | Beautiful                             |               |  |
| 13. | Run On                                |               |  |
| 14. | Go                                    |               |  |
| 15. | James Bond Theme (re-version de Moby) |               |  |

| 1.  | Go                                       |               |  |
| 2.  | Why Does My Heart Feel So Bad?           |               |  |
| 3.  | In This World                            |               |  |
| 4.  | Porcelain                                |               |  |
| 5.  | In My Heart                              |               |  |
| 6.  | New York, New York avec Debbie Harry     |               |  |
| 7.  | Natural Blues                            |               |  |
| 8.  | Lift Me Up                               |               |  |
| 9.  | Beautiful                                |               |  |
| 10. | We Are All Made of Stars                 |               |  |
| 11. | Slipping Away (Crier la Vie) (Radio Mix) | Mylène Farmer |  |
| 12. | Honey (mix de 12" de Kelis Fafu)         |               |  |
| 13. | Move                                     |               |  |
| 14. | James Bond Theme (re-version de Moby)    |               |  |
| 15. | Feeling So Real                          |               |  |

| 1.  | Natural Blues                         |              |  |
| 2.  | Lift Me Up (Jeremy Wheatley Mix)      |              |  |
| 3.  | Porcelain                             |              |  |
| 4.  | In This World                         |              |  |
| 5.  | Why Does My Heart Feel So Bad?        |              |  |
| 6.  | James Bond Theme (re-version de Moby) |              |  |
| 7.  | Go                                    |              |  |
| 8.  | Bodyrock                              |              |  |
| 9.  | New York, New York                    | Debbie Harry |  |
| 10. | Find My Baby                          |              |  |
| 11. | In My Heart                           |              |  |
| 12. | Feeling So Real                       |              |  |
| 13. | We Are All Made of Stars              |              |  |
| 14. | Beautiful                             |              |  |
| 15. | Move (You Make Me Feel So Good)       |              |  |
| 16. | Honey                                 |              |  |
| 17. | Slipping Away                         |              |  |

### Éditions de luxe à deux disques
Il y a deux versions de luxe qui ont été réalisées, une pour les États-Unis, et une autre pour tous les autres pays. Au Royaume-Uni, en France et en Amérique du Sud cette dernière version était vendue en plus de la version à un seul disque.
| 1.  | Natural Blues                             |              |  |
| 2.  | Go (2006 Mix)                             |              |  |
| 3.  | Porcelain                                 |              |  |
| 4.  | We Are All Made of Stars                  |              |  |
| 5.  | Dream About Me                            |              |  |
| 6.  | New York, New York                        | Debbie Harry |  |
| 7.  | In This World                             |              |  |
| 8.  | South Side (version originale de l'album) |              |  |
| 9.  | Beautiful                                 |              |  |
| 10. | Extreme Ways                              |              |  |
| 11. | Why Does My Heart Feel So Bad?            |              |  |
| 12. | In My Heart (nouveau mix)                 |              |  |
| 13. | Honey                                     |              |  |
| 14. | Lift Me Up (mix de l'album)               |              |  |
| 15. | Feeling So Real (Live à Londres)          |              |  |
| 16. | God Moving over the Face of the Waters    |              |  |

| 1.  | Bodyrock (Da Hot Funk Da Freak Funk remix de Olav Basoski) |  |
| 2.  | Why Does My Heart Feel So Bad? (remix de Ferry Corsten)    |  |
| 3.  | Natural Blues (Perfecto Dub)                               |  |
| 4.  | South Side (Pete Heller Park Lane Dub)                     |  |
| 5.  | We Are All Made of Stars (remix vocal de Timo Maas)        |  |
| 6.  | Extreme Ways (remix vocal de DJ Tiesto)                    |  |
| 7.  | Jam for the Ladies (Nevins Club Blaster remix)             |  |
| 8.  | Lift Me Up (mix de Mylo)                                   |  |
| 9.  | Raining Again (mix vocal de Steve Angello)                 |  |
| 10. | Dream About Me (remix de Booka Shade)                      |  |
| 11. | Slipping Away (mix vocal d'Axwell)                         |  |

| 1.  | Natural Blues                            |               |  |
| 2.  | Lift Me Up (mix de Jeremy Wheatley)      |               |  |
| 3.  | Porcelain                                |               |  |
| 4.  | In This World                            |               |  |
| 5.  | Why Does My Heart Feel So Bad?           |               |  |
| 6.  | James Bond Theme (re-version de Moby)    |               |  |
| 7.  | Go                                       |               |  |
| 8.  | New York, New York                       | Debbie Harry  |  |
| 9.  | Find My Baby                             |               |  |
| 10. | In My Heart                              |               |  |
| 11. | Feeling So Real                          |               |  |
| 12. | We Are All Made of Stars                 |               |  |
| 13. | Move                                     |               |  |
| 14. | Honey                                    |               |  |
| 15. | Slipping Away (Crier la Vie) (Radio Mix) | Mylène Farmer |  |

| 1.  | Bodyrock                                                    |        |  |
| 2.  | Honey (Fafu's 12" Mix)                                      | Kelis  |  |
| 3.  | Escapar (Slipping Away)                                     | Amaral |  |
| 4.  | Beautiful                                                   |        |  |
| 5.  | Run On                                                      |        |  |
| 6.  | New York, New York (rock mix)                               |        |  |
| 7.  | Go (remix de Vitalic)                                       |        |  |
| 8.  | In My Heart (mix de Sandy Rivera)                           |        |  |
| 9.  | Porcelain (remix de Matthias Tanzmann)                      |        |  |
| 10. | Porcelain (remix de Murk)                                   |        |  |
| 11. | Go (2006 mix)                                               |        |  |
| 12. | God Moving over the Face of the Waters (version de l'album) |        |  |

## Ventes et classements

### Classements
| Classements (2006)                   | Place |
| ------------------------------------ | ----- |
| The Billboard 200                    | 153   |
| Classement des albums Australia ARIA | 73    |
| Top 100 irlandais des albums         | 14    |
| Top 100 espagnol des albums          | 18    |
| Classement allemand des albums       | 31    |
| Classement autrichien des albums     | 20    |
| Classement suisse des albums         | 4     |
| Classement du Royaume-Uni des albums | 23    |
| Top 60 suédois des albums            | 28    |
| Top 50 grec des albums               | 2     |
| Top 40 français des compilations     | 2     |

## Ventes
En France, Go–the very best of Moby a été disque d'or avec près de 75 000 ventes.